# Balettprimadonnan
Balettprimadonnan är en svensk dramafilm i tre akter från 1916 i regi av Mauritz Stiller. I huvudrollerna ses Jenny Hasselquist, Jenny Tschernichin-Larsson, Richard Lund och Lars Hanson.

## Handling
Musikern Wolo är förälskad i den vackra bondflickan Anjuta. Hon tvingas av sin styvmor som driver en lönnkrog att dansa för sina berusade kroggäster. Wolo som ser Anjuta dansa försöker övertala styvmodern att låta Anjuta utbilda sig till dansös. Anjuta genomför ett glänsande inträdesprov till balettskolan med Wolo som ackompanjatör. För att separera Anjuta och Wolo erbjuder sig greve Orsky att bekosta Wolos utbildning till violinist utomlands.

## Om filmen
Filmen premiärvisades den 14 november 1916 på Paladsteatern i Köpenhamn, Danmark. Svensk premiär den 20 november 1916 på Röda Kvarn vid Biblioteksgatan i Stockholm.
Inspelningen skedde vid Svenska Biografteaterns ateljé på Lidingö med vissa avsnitt filmade på Röda Kvarns scen och övre foajé, exteriörerna filmades vid Kungliga Vetenskapsakademien i Frescati och vid Mölna gård på Lidingö med foto av Julius Jaenzon.
Filmen såldes förutom till Danmark, där den hade sin urpremiär, till Norge, Finland, Storbritannien, Nederländerna, Frankrike, Schweiz, Spanien, Tyskland, Österrike, Ungern, Ryssland, Balkanländerna, Argentina, Brasilien, Chile, Kuba och USA.
Två kopior av filmen som skickats med ett fartyg till England försvann när fartyget blev torpederat och sänkt hösten 1917. Filmen ansågs länge som försvunnen, men 1995 återfanns en, ofullständig, kopia av filmen i Saragoza i Spanien. Filmen restaurerades och rekonstruerades med hjälp av stillbilder och copyrightrutor. Det finns nu en visningskopia av filmen i Filminstitutets arkiv.

## Rollista
- Jenny Hasselquist – Anjuta Jankin, dansös
- Lars Hanson – Wolo Czawienko, violinist
- Richard Lund – Orsky, greve, godsägare
- Jenny Tschernichin-Larsson – Anjutas styvmor
- Carl Johannesson – balettmästaren
- Thure Holm – åhörare vid Wolos violinframträdande
- Albert Ståhl – åhörare vid Wolos violinframträdande